# Feulen
Feulen (luxemburguès Feelen, alemany Feulen) és una comuna i vila al nord-est de Luxemburg, que forma part del cantó de Diekirch. Inclou les viles de Niederfeulen i Oberfeulen.

## Població
| Nacionalitat   | Població | %      |
| -------------- | -------- | ------ |
| Luxemburguesos | 1.034    | 75,53% |
| Forasters      | 335      | 24,47% |
| - portuguesos  | 139      | 10,15% |
| - francesos    | 20       | 1,46%  |
| - italians     | 61       | 4,46%  |
| - belgues      | 39       | 2,85%  |
| - alemanys     | 7        | 0,51%  |
| - iugoslaus    | 16       | 1,17%  |
| - altres       | 53       | 3,87%  |

## Evolució demogràfica
| Any        | Població |
| ---------- | -------- |
| 15/02/2001 | 1.369    |
| 01/01/2002 | 1.423    |
| 01/01/2003 | 1.464    |
| 01/01/2004 | 1.459    |
| 01/01/2005 | 1.484    |